# Fleetwood Mac (Album)
Fleetwood Mac ist das zehnte Studioalbum der multinationalen Rockband Fleetwood Mac aus dem Jahr 1975.

## Entstehung und Veröffentlichung
Die Erstveröffentlichung von Fleetwood Mac erfolgte am 11. Juli 1975 bei Reprise Records. Das Album erschien in seiner Originalausführung als LP mit elf Titeln (Katalognummer: 54 043). Am 20. Januar 1984 erschien es erstmals als CD-Ausführung (Katalognummer: 7599-27241-2). Bei Warner Bros. Records erschien am 19. März 2004 eine „Expanded-&-Remastered“-Ausführung mit fünf Bonustiteln (Katalognummer: 8122-73881-2). Am 19. Januar 2018 erschien eine Deluxeversion bei Rhino Records. Diese enthält auf drei CDs das remasterte Originalalbum, alternative Versionen, Single-Remixe und einen Konzertmitschnitt von 1975 sowie eine 5.1 Surround-Abmischung des Albums auf DVD und eine remasterte Schallplatte.
Geschrieben wurden die Lieder von den Fleetwood-Mac-Mitgliedern, in verschiedenen Konstellationen. Für die Produktionen zeichneten alle Fleetwood-Mac-Mitglieder und Keith Olsen verantwortlich. Mit Lindsey Buckingham und Stevie Nicks traten zwei neue Bandmitglieder als Autoren in das Zentrum der Band.

## Titelliste
1. Monday Morning (Buckingham) – 2:48
2. Warm Ways (C. McVie) – 3:54
3. Blue Letter (R. Curtis, M. Curtis) – 2:41
4. Rhiannon (Nicks) – 4:11
5. Over My Head (C. McVie) – 3:38
6. Crystal (Nicks) – 5:14
7. Say You Love Me (C. McVie) – 4:11
8. Landslide (Nicks) – 3:19
9. World Turning (Buckingham, C. McVie) – 4:25
10. Sugar Daddy (C. McVie) – 4:10
11. I’m So Afraid (Buckingham) – 4:22

### Bonustitel
Auf der 2004 erschienenen erweiterten CD von Fleetwood Mac sind folgende Bonustracks enthalten:
1. Jam #2 (Buckingham, C. McVie, J. McVie, Fleetwood) – 5:41
2. Say You Love Me [Singleversion] (C. McVie) – 4:03
3. Rhiannon (Will You Ever Win) [single version] (Nicks) – 3:48
4. Over My Head [Singleversion] (C. McVie) – 3:09
5. Blue Letter [Singleversion] (R. Curtis, M. Curtis) – 2:42

### Deluxe Edition
Im Januar 2018 erschien eine Deluxe Edition des Albums. Diese enthält auf drei CDs das remasterte Originalalbum, alternative Versionen, Single-Remixe und einen Konzertmitschnitt von 1975 sowie eine 5.1 Surround-Abmischung des Albums auf DVD und eine remasterte Schallplatte.

## Singleauskopplungen

### Rhiannon
Rhiannon war der erste Song, den Stevie Nicks mit in die Band brachte. Sie hatte ihn bereits vor der Zeit mit Fleetwood Mac geschrieben. Der Song wurde 1976 in den USA als Single veröffentlicht und erreichte den 11. Platz der Charts. Die Singleversion ist allerdings ein Re-Mix und nicht identisch mit der Version auf dem Album. Erst mit der CD-Veröffentlichung kam diese Version als Bonus hinzu.
Der Name der walisischen Gottheit Rhiannon stammt aus dem Roman Triad der US-amerikanischen Autorin Mary Leader. Stevie Nicks las den Roman auf einem längeren Flug und ihr gefiel der Name, so dass sie beschloss, einen Song über ein Mädchen zu schreiben, das Rhiannon heißt.
Der Country-Sänger Waylon Jennings coverte den Song 1985 für sein Album Turn the Page. Im Jahr 2000 coverte ihn die Punkband Zeke für deren Album Dirty Sanchez. Der Rolling Stone wählte das Lied auf den 488. Platz der Liste der 500 besten Songs aller Zeiten.

### Over My Head
Christine McVie schrieb den Song Over My Head, der der erste Hit von Fleetwood Mac in den USA wurde. Die Single erreichte den 20. Platz der Singlecharts und errichtete das Fundament für einen erfolgreichen Verkauf des Albums.

### Landslide
Stevie Nicks schrieb diesen Song bereits 1974 während eines Aufenthaltes in Aspen, Colorado.
Landslide wurde vielfach gecovert. The Smashing Pumpkins spielte den Song in den 1990er Jahren ein. Tori Amos spielte den Titel live auf Konzerten, und so entstand im Januar 1996 eine Liveaufnahme. 2002 coverten die Dixie Chicks den Song für deren Album Home. John Frusciante, der Gitarrist der Red Hot Chili Peppers, spielte den Song während seiner Solokonzerte.

### Chartplatzierungen
| Jahr | Titel                        | Höchstplatzierung, Gesamtwochen, AuszeichnungChartplatzierungen (Jahr, Titel, , Platzierungen, Wochen, Auszeichnungen, Anmerkungen) | Höchstplatzierung, Gesamtwochen, AuszeichnungChartplatzierungen (Jahr, Titel, , Platzierungen, Wochen, Auszeichnungen, Anmerkungen) | Anmerkungen                                   |
| Jahr | Titel                        | UK | US | Anmerkungen                                   |
| ---- | ---------------------------- | --- | --- | --------------------------------------------- |
| 1975 | Over My Head                 | — | US20 (14 Wo.)US | Erstveröffentlichung: 24. September 1975      |
| 1976 | Rhiannon (Will You Ever Win) | UK— PlatinUK | US11 (18 Wo.)US | Erstveröffentlichung: 4. Februar 1976 RS #488 |
| 1976 | Say You Love Me              | UK40 Silber · (4 Wo.)UK | US11 (19 Wo.)US | Erstveröffentlichung: Juni 1976               |

## Rezeption
Das Fachmagazin Rolling Stone wählte das Album auf den 183. Platz der 500 besten Alben aller Zeiten.

## Kommerzieller Erfolg

### Chartplatzierungen
Fleetwood Mac avancierte zum Nummer-eins-Erfolg in den US-amerikanischen Billboard 200 und platzierte sich mit Unterbrechungen 168 Wochen in den Charts. In Deutschland platzierte es sich erstmals im Jahr 2018 in den Charts.
| ChartsChartplatzierungen       | Höchstplatzierung | Wochen |
| ------------------------------ | ----------------- | ------ |
| Deutschland (GfK)              | 47 (1 Wo.)        | 1      |
| Vereinigte Staaten (Billboard) | 1 (169 Wo.)       | 169    |
| Vereinigtes Königreich (OCC)   | 23 (19 Wo.)       | 19     |

### Auszeichnungen für Musikverkäufe
Das Album verkaufte sich laut Schallplattenauszeichnungen über 9,5 Millionen Mal.
| Land/Region                  | Auszeichnungen für Musikverkäufe (Land/Region, Auszeichnung, Verkäufe) | Verkäufe  |
| ---------------------------- | ---------------------------------------------------------------------- | --------- |
| Australien (ARIA)            | 4× Platin                                                              | 280.000   |
| Kanada (MC)                  | Platin                                                                 | 100.000   |
| Neuseeland (RMNZ)            | 2× Platin                                                              | 30.000    |
| Vereinigte Staaten (RIAA)    | 9× Platin                                                              | 9.000.000 |
| Vereinigtes Königreich (BPI) | Gold                                                                   | 150.000   |
| Insgesamt                    | 1× Gold · 16× Platin ·                                                 | 9.560.000 |

Hauptartikel: Fleetwood Mac/Auszeichnungen für Musikverkäufe